# Pokémon Unite
Pokémon Unite es un videojuego gratuito del tipo multijugador de arena de batalla en línea (MOBA), desarrollado por TiMi Studios y publicado por The Pokémon Company para Android, iOS y Nintendo Switch. Se anunció en un Pokémon Presents el 24 de junio de 2020.

## Jugabilidad
Pokémon UNITE es un videojuego multijugador de campo de batalla en línea con partidos que constan de dos equipos de cinco jugadores. El mapa del juego se divide en dos mitades, con varios puntos de control cada una. Los jugadores obtienen puntos para su equipo al derrotar a Pokémon «salvajes» de la IA (lo que se conoce como captura en el juego) y se mueven hacia uno de los puntos de control para marcar «goles». Cada partido tiene un límite de tiempo y el equipo con la mayor puntuación total al final de cada partido gana el juego. Los jugadores comienzan cada juego controlando Pokémon no evolucionados de bajo nivel, que pueden aumentar su nivel y obtener acceso a nuevos movimientos de combate a medida que ganan en batallas. La efectividad de tipo, una característica común en los juegos Pokémon, está ausente en Pokémon UNITE. Por otro lado, el juego incluye una mecánica de «movimiento Unite» única para cada personaje Pokémon.

### Modalidades y categorías
El juego presenta tres categorías de juego:
- Casual, partida de 10 minutos y 5 Pokémon por equipo, donde están disponibles los mapas Estadio Maremango y Ruinas Celestes de Tea.

- Clasificatorio, en cuanto a mecánicas de juego, este modo es idéntico al modo casual, solo que el jugador compite en la clasificación del servidor en el mapa Ruinas Celestes de Tea, a lo largo de los siguientes rangos según tu desempeño en las partidas: Novato (Beginner), Alto (Great), Avanzado (Expert), Élite (Veteran), Experto (Ultra) y Maestro (Master). Al alcanzar ciertos rangos en Pokémon Unite, el jugador obtiene distintas recompensas de temporada.[6]

- Rápido, partidas de 5 minutos en los mapas Estadio Mare, Ciudad Álgida o Parque Aural. Cada mapa está disponible durante un día donde el jugador puede jugar contra jugadores aleatorios, con amigos o jugadores invitados a la antesala mediante código, o contra la CPU (en línea y fuera de línea). En algunas circunstancias, el juego empareja al jugador solo con bots en partidas tanto normales como clasificatorias.

### Mapas
El juego se lleva a cabo en los siguientes mapas:
- Estadio Maremango (Remorat Stadium), mapa con tres carriles y cinco porterías por equipo. Está invadido por los siguientes Pokémon salvajes:

- Aipom, Audino, Vespiquen acompañada de un grupo de Combee, Corphish, Lillipup, Ludicolo y Bouffalant;

- Drednaw aparece cada tres minutos en la parte inferior del mapa, el cual entrega una gran cantidad de experiencia, puntos y escudo al equipo que lo derrote;

- Rotom aparece cada tres minutos en la parte superior del mapa, el cual permite dejar la portería del rival más cercana anota 20 puntos o equivalente a la vida que le quede y la deja sin protección por unos segundos, esto quiere decir que los Pokémon del equipo que lo derrotó puede puntuar sin necesidad de cargar la anotación hasta que la base se quede sin espacio para más puntos o que se agote el tiempo de efecto, y otorga 20 al personaje que lo derrote

- Zapdos aparece al centro del mapa a los 8 minutos de la partida. Al ser derrotado, entrega una gran cantidad de puntos al equipo que lo derrote y las porterías del rival quedarán sin protección por unos segundos, un efecto mucho más potente que el de Rotom.

- Ruinas celestiales de Tea (Theia Sky Ruins): Un mapa de similares características que el Estadio Maremango, inspirado en el Pilar Celeste de los juegos Rubí, Zafiro y Esmeralda, disponible a partir del 2 de septiembre de 2022. En este mapa aparecerán los siguientes Pokémon salvajes:

- Bunnelby, Indeedee, Altaria acompañada de una bandada de Swablu, Xatu, Baltoy, Accelgor y Escavalier.

- Regirock, Regice o Registeel aparecerán cada tres minutos en la parte inferior del mapa, los cuales entregan una cierta cantidad de experiencia, puntos y escudo al equipo de le del golpe de gracia.

- Regieleki aparecerá cada tres minutos en la parte superior el mapa, el cual, al igual que Rotom, permite dejar debilitada una base enemiga y anotando 20 puntos o lo restante de vida en esa base, haciendo que los Pokémon del equipo que le dio el golpe de gracia puedan anotar al instante cualquier cantidad de puntos mientras el efecto esté activo o no se haya roto la misma.

- Rayquaza aparecerá en el centro del mapa a 2 minutos de finalizar la partida. Al ser derrotado, este entregara puntos y una altísima cantidad de escudo a cada miembro del equipo que le dio el golpe de gracia, el cual owemitevsnotar más rápido y no se puede parar mientras el escudo está activo. Este escudo podrá ser acumulado con el otorgado por la Rodillera Escudo.

- Estadio Mare (Mer Stadium), un mapa similar al estadio Maremango pero con tres porterías por equipo, en el que aparecen los Pokémon salvajes Aipom, Corphish, Audino, Ludicolo y Bouffalant. Un Zapdos aparece al centro cada un minuto, y al derrotarlo deja las porterías del rival sin protección.

- Ciudad Álgida (Shrive City), mapa de tres carriles con una portería por equipo. Está invadido por los Pokémon salvajes Meowth de Alola y Snom; un Electrode en los extremos superior e inferior entrega 20 puntos, pero explota si no es derrotado a tiempo, dañando a los jugadores cercanos; un Avalugg aparece en el centro cada un minuto, en el que, al ser derrotado, la portería del rival queda cubierta de hielo, y los jugadores de ese bando deben "descongelarla" para seguir anotando.

- Parque Aural (Auroma Park), un mapa en forma cuadrada con carriles laterales y diagonales, donde la base se encuentra al extremo izquierdo y la portería al lado derecho, según la vista del jugador, pudiendo ambos equipos anotar indistintamente en estas, y que, una vez que se anote, permite anotar el doble de puntos durante los próximos 20 segundos. Está invadido por los Pokémon salvajes Ledyba, Sunkern y Venomoth; dos Abra aparecen en los extremos superior e inferior del mapa y se teletransportan a ubicaciones aleatorias; un Araquanid junto con uno o más Dewpider aparecen en el extremo derecho del mapa junto con la correspondiente portería, el cual otorga 20 puntos; un Regigigas aparece cada dos minutos en el centro del mapa, el cual otorga 50 puntos.

Los mapas Estadio Maremango y Mare, al ser asimétricos, poseen una propiedad única: lo que ve el jugador es un espejo de lo que ve el rival, y cada equipo parte desde el lado izquierdo del mapa; en el resto de los mapas, al ser totalmente simétricos, estos están rotados en 180°. Cada equipo es representado por el color azul, mientras que el equipo contrario es representado por el color anaranjado.[cita requerida]

### Objetos
El juego posee diversos objetos (presentes en la franquicia) que afectan la jugabilidad o permiten mejorar ataques de los Pokémon que los equipan:[cita requerida]
- Objetos equipados, en el que el jugador puede equipar hasta tres y tienen efecto permanente durante la partida:
  - De Puntuación: 
    - Rodillera Escudo: Otorga un escudo equivalente al 10% de los PS máximos al intentar hacer puntuaciones, que serán imbloqueables mientras el escudo esté activo.
    - Pesas Ofensivas: Aumentan el ataque al hacer una puntuación sin importar cuántos puntos anotes hasta un máximo de 6 veces, y éstos se conservan inclusive cuando mueres.
    - Galleta Æos: Aumentan los PS máximos al hacer una puntuación sin importar cuántos puntos anotes hasta un máximo de 6 veces, y éstos se conservan inclusive cuando mueres.
    - Gafas de Asalto: Aumentan el ataque especial al hacer una puntuación sin importar cuántos puntos anotes hasta un máximo de 6 veces, y éstos se conservan inclusive cuando mueres

  - De Ataque:
    - Cinta Fuerte: Aumenta el ataque y la velocidad de los ataques básicos.
    - Periscopio: Aumenta la probabilidad y el daño al acertar un golpe crítico.
    - Cascabel Concha: Aumenta el ataque especial y reduce el tiempo de recarga de los movimientos, además restablece un mínimo de 75 PS al acertar un movimiento.
    - Gafas Especiales: Aumentan el ataque especial.
    - Garra Afilada: Aumentan el ataque y el índice de golpes críticos, además tras usar un movimiento aumenta el daño infligido con el siguiente ataque básico en 20 o más y si lo lleva un Pokémon de corto alcance reducirá la velocidad de desplazamiento de los rivales.
    - Gafas Elección: Aumenta el ataque especial y aumenta el daño de los movimientos especiales.
    - Energáfono: Reduce el tiempo de recarga del medidor Unite y aumenta su velocidad de carga del medidor, además aumenta el daño del movimiento Unite.

  - De Defensa:
    - Cinta Focus: Aumenta la defensa y defensa especial, además cuando quedan poco PS, restablece durante 3 segundos un porcentaje por segundo de los PS que se han perdido.
    - Seguro Debilidad: Aumenta un poco los PS y el ataque del usuario, además aumenta el ataque al recibir daño, mientras más daño reciba daño, más se incrementará el ataque.
    - Restos: Aumenta los PS y restablece un porcentaje de PS del usuario por segundo, pero este solo se activa cuando haya pasado 8 segundos después de una pelea.
    - Chaleco Asalto: Aumenta los PS y defensa especial del rival, además al no estar en combate, otorga un escudo contraataques Especiales.
    - Casco Dentado: Aumenta los PS, además inflige a los Pokémon rivales cercanos un daño equivalente a un porcentaje de los PS máximos de cada uno cuando se recibe cierta cantidad de daño.

  - Otros:
    - Barrera Auxiliar: Aumenta los PS, además al usar movimiento Unite, otorga al usuario y a un aliado cercano que tenga menos PS un escudo equivalente al 25%de los PS máximos del portador.
    - Repartir Experiencia: Aumenta los PS y la velocidad de desplazamiento, además si se tiene la experiencia más baja del equipo, proporciona 3 puntos de experiencia extra por segundo, también aporta experiencia extra a los aliados cercanos que derroten Pokémon Salvajes.
    - Piedra Pómez: Aumenta el ataque, además aumenta la velocidad de desplazamiento al no estar en combate.

- Objetos de combate, los cuales solo se puede equipar uno, y el jugador puede usar en el momento que estime conveniente, y cuyo efecto dura unos cuantos segundos:
  - Poción: Restablece un porcentaje de los PS máximos.
  - Ataque X: Aumenta temporalmente el ataque, ataque especial y la velocidad de ataque.
  - Velocidad X: Aumenta la velocidad de desplazamiento y otorga inmunidad a los efectos que la disminuyan durante un breve periodo de tiempo.
  - Cola Skitty: Al usarla, aumenta el daño infligido a Pokémon salvajes y los incapacita temporalmente.
  - Botón Escape: Desplaza al Pokémon de inmediato en la dirección seleccionada, inclusive puedes atravesar paredes.
  - Humo Ralentizador: Crea una nube de humo que reduce mucho la velocidad de desplazamiento y de ataque de los rivales temporalmente.
  - Cura Total: Cura los problemas de estado de tu Pokémon y lo vuelve imparable temporalmente.
  - Apuratantos: Duplica temporalmente la velocidad de desplazamiento con la que se marcan tantos.

### Moneda de cambio
El juego posee las siguientes monedas de cambio:
- Monedas Æos: Obtenibles mediante al participar en partidas normales, clasificatorias o rápidas, completando algunas misiones o los Energipremios. Sirve para comprar objetos equipables y licencias Pokémon.
- Gemas Æos: Obtenibles mediante dinero real. Sirve para comprar licencias Pokémon, atuendos para personajes o para Pokémon.
- Cupones Æos: Obtenibles mediante misiones o los Energipremios. Sirven para comprar atuendos para personajes, objetos equipables, fichas potenciadoras, etc.
- Holocupones y Cupones moda: obtenibles al completar ciertas tareas. Sirve para comprar elementos cosméticos para el jugador y los Pokémon.
- Fichas potenciadoras, obtenibles al completar diversas tareas. Sirven para potenciar los objetos equipados.
- Objetos por eventos: Calabazas, Copo de Nieve, Notas Musicales, etc.
- Monedas de pase de combate: Obtenibles a partir del pase de batalla conmemorativo de Pikachu Banda de la novena temporada del juego, lanzado el 21 de julio de 2022. Se pueden canjear por recompensas como holoatuendos, moda para el entrenador y otras monedas de cambio.

### Medallas potenciadoras
Las medallas potenciadoras son una mecánica introducida en el evento de primer aniversario del juego el 21 de julio de 2022. Consisten en combinar hasta un máximo de 10 medallas por set de las 99 disponibles hasta el momento, en donde cada medalla otorga de forma simultánea el aumento y reducción de dos estadísticas diferentes. A su vez cada medalla cuenta con uno o dos colores, los cuales al combinar cierta cantidad de un color en específico, se desbloquea una mejora que dependerá del color. Estas mejoras son:
- Verde: Aumenta el ataque especial del portador del set
  - Al combinar 2: Aumento en 1%
  - Al combinar 4: Aumento del 2%
  - Al combinar 6: Aumento del 4%
- Amarillo: Aumenta la velocidad de desplazamiento del portador del set cuando no está en combate
  - Al combinar 3: Aumento del 4%
  - Al combinar 5: Aumento del 6%
  - Al combinar 7: Aumento del 12%
- Rojo: Aumenta la velocidad de los ataques básicos del portador del set.
  - Al combinar 3: Aumento del 2%
  - Al combinar 5: Aumento del 4%
  - Al combinar 7: Aumento del 8%
- Azul: Aumenta la defensa del portador del set
  - Al combinar 2: Aumento del 2%
  - Al combinar 4: Aumento del 4%
  - Al combinar 6: Aumento del 8%
- Blanco: Aumenta los puntos de salud (PS) del portador del set
  - Al combinar 2: Aumento del 1%
  - Al combinar 4: Aumento del 2%
  - Al combinar 6: Aumento del 4%
- Negra: Reduce el tiempo de recarga o cooldown de los movimientos del Pokémon que porte el set
  - Al combinar 3: Reducción del 1%
  - Al combinar 5: Reducción del 2%
  - Al combinar 7: Reducción del 4%
- Marrón: Aumenta el ataque físico del portador del set
  - Al combinar 2: Aumento del 1%
  - Al combinar 4: Aumento del 2%
  - Al combinar 6: Aumento del 4%
- Morada: Aumenta la defensa especial del portador del set
  - Al combinar 2: Aumento del 2%
  - Al combinar 4: Aumento del 4%
  - Al combinar 6: Aumento del 8%
- Rosa: Reduce el tiempo de duración de las restricciones o stuns impuestos al portador del set.
  - Al combinar 3: Reducción del 4%
  - Al combinar 5: Reducción del 8%
  - Al combinar 7: Reducción del 16%

### Puntos de deportividad
Los «puntos de deportividad» es un puntaje que mide la "calidad del jugador", como medida para mantener un juego limpio a través de incentivos por mantener un puntaje alto, y sanciones por mantener un puntaje bajo:
- A un jugador con 90 o más puntos de deportividad se lo premia con 20 monedas Æos diarias (debe canjearlas manualmente);
- Un jugador con menos de 80 puntos no podrá participar en partidas clasificatorias;
- Un jugador con menos de 60 puntos no podrá participar en partidas en línea con jugadores aleatorios.

A los jugadores que incurran en una "mala conducta", se le deducirán puntos:
- No confirmar un emparejamiento: -1 punto
- Participar de forma pasiva poco tiempo: -2 puntos
- Participar de forma pasiva mucho tiempo: -5 puntos
- Participar de forma pasiva y malintencionada, o abandonar la partida: -8 puntos
- Además, se puede deducir un total de -10 puntos de deportividad según los informes de otros jugadores.

Los jugadores que mantengan un juego limpio, obtienen puntos (con un máximo de 5 puntos diarios):
- Combate normal (encuentro aleatorio): +2 puntos
- Combate normal (contra la CPU): +1 punto
- Combate clasificatorio: +2 puntos

## Plantel
Los Pokémon jugables están disponibles mediante una "licencia de Pokémon". El jugador debe realizar alguna acción para obtenerlos, o bien, comprándolos con la moneda de cambio del juego.

## Eventos especiales
El juego ha celebrado los siguientes eventos especiales.
- Halloween, en el que se anima a los jugadores a participar y acumular calabazas, la que es objeto de cambio para ciertos objetos de evento, además de la disponibilidad del mapa Halloween en Estadio Mare, donde el único objeto de combate es la calabaza, la que, al arrojarla contra los rivales, permite convertirlos en calabaza por unos segundos, haciendo perder todos sus puntos acumulados, permitiendo al jugador atacante tomarlos, o bien empujarlos.[10][11] Al finalizar el evento, las calabazas permanecen en el inventario y no se pueden usar o desechar, y no hay inforrmación sobre su uso en eventos futuros.[cita requerida] El 2022 se llevó a cabo otro evento de Halloween.
- Navidad, donde se pone a disposición a Tsareena, y una variante del Estadio Maremango con temática navideña, donde Aipom, Audino, Ludicolo, Bouffalant, Combee, Vespiquen y Zapdos son reemplazados por Panpour, Eiscue, Stantler, Tauros, Cubchoo, Beartic y Articuno respectivamente.[12]
- Día de Pokémon, evento para celebraer el día homónimo con partidas más frenéticas y todos los Pokémon disponibles por un periodo limitado. Se llevó a cabo entre el 24 de febrero al 14 de marzo der 2022.[13]
- Catch 'Em, evento que proporciona la oportunidad de capturar ciertos Pokémon salvajes y jugar con estos durante un tiempo limitado. Se juega en el Estadio Mare con una disposición diferente de Pokémon salvajes, añadiendo a Electrode, Articuno, Zapdos, Regigigas, Avalugg, Araquanid y Drednaw, siendo elegibles para ser usados junto con Tauros (reemplazando a Bouffalant) y Ludicolo. El evento estará disponible hasta el 27 de junio de 2022.[14]
- Evento de Primer Aniversario, evento para conmemorar el primer aniversario del juego. Entre sus eventos se incluyen una serie cuatro tareas diarias en las que consigues puntos para obtener la licencia de Glaceon y otras recompensas, obtención gratuita y diaria de las licencias y determinados holoatuendos de Pikachu, Snorlax, Blastoise, Sylveon y Lucario; desafío "Tarta de Aniversario", en donde se deben completar misiones de evento diarias para conseguir glaseados y con esto recompensas, y un modo de juego de partidas rápidas especial llamado "Combates Pika Pika", en donde solo se puede usar a Pikachu en combate y el Estadio Mare está decorado con todo lo referente a este Pokémon. El evento está disponible desde el 21 de julio hasta el 1 de septiembre de 2022.
- Día de Pokémon, evento para conmemorar dicho día, el 27 de febrero de 2023.[15] Entre los eventos especiales se encuentra un juego de mesa en el que el jugador debe lanzar un dado y obtener puntos para canjear diversos elementos, entre ellos una licencia Pokémon de Zacian,[15] junto con el modo Combate Brigada, en el que 5 jugadores combaten contra 3 poderosos Pokémon, cuyo jefe final es un enorme Zacian.

## Desarrollo
Los planes para un juego de Pokémon desarrollado por una compañía de videojuegos china se remontan a 2004, con una idea para un MMO de Pokémon que desarrollará iQue, información revelada durante la filtración de datos de Nintendo 2020. Se lanzó una prueba beta cerrada para el juego, inicialmente solo en China.
En febrero de 2021, la Compañía Pokémon anunció que está programado el lanzamiento de otra prueba beta cerrada en Canadá en marzo de 2021 exclusivamente para usuarios de teléfonos inteligentes Android.

## Recepción

### Prelanzamiento
La revelación de Pokémon UNITE recibió críticas mixtas, y los medios discutieron el potencial del juego para abrir una nueva escena de juego competitiva a una nueva audiencia. El vídeo de YouTube del anuncio se convirtió rápidamente en el vídeo con mayor cantidad de votos negativos o «no me gusta» en el canal de YouTube de The Pokémon Company. El vídeo fue eliminado y luego vuelto a subir poco tiempo después; muchos fanáticos creen que esto fue para eliminar la gran cantidad de no me gusta. El descontento de los fanáticos se atribuyó a la participación del gigante chino de juegos móviles Tencent, el padre del desarrollador TiMi Studios, el modelo de videojuego gratuito, y las expectativas establecidas por los anuncios Pokémon Presents anteriores, que anunciaron el juego como un «gran proyecto».  Esto hizo que muchos fanáticos creyeran que se anunciaría una nueva serie principal de juegos de rol; por lo tanto, cuando se reveló este juego, muchas personas se sintieron decepcionadas porque es un juego derivado con un lanzamiento para dispositivos móviles.

### Post lanzamiento
| Nombre             | Lanzamiento              | Rol         | Tipo de Ataque | Obtención                                                                                                  | Costo                             |
| ------------------ | ------------------------ | ----------- | -------------- | --- | --------------------------------- |
| Pikachu            | Día de lanzamiento       | Ofensivo    | largo alcance  | Elegirlo como inicial Comprarlo en la tienda de licencias                                                  | 6.000 moneas Æos o 345 gemas Æos  |
| Venusaur           | Día de lanzamiento       | Ofensivo    | largo alcance  | Al alcanzar el nivel 5 de entrenador Comprarlo en la tienda de licencias                                   | 8.000 moneas Æos o 460 gemas Æos  |
| Charizard          | Día de lanzamiento       | Equilibrado | corto alcance  | Elegirlo como inicial Comprarlo en la tienda de licencias                                                  | 6.000 moneas Æos o 345 gemas Æos  |
| Ninetales de Alola | Día de lanzamiento       | Ofensivo    | largo alcance  | Iniciar sesión en los primeros 2 días consecutivos al crear la cuenta Comprarlo en la tienda de licencias  | 8.000 moneas Æos o 460 gemas Æos  |
| Wigglytuff         | Día de lanzamiento       | Auxiliar    | largo alcance  | Comprarlo en la tienda de licencias                                                                        | 8.000 moneas Æos o 460 gemas Æos  |
| Machamp            | Día de lanzamiento       | Equilibrado | corto alcance  | Comprarlo en la tienda de licencias                                                                        | 8.000 moneas Æos o 460 gemas Æos  |
| Slowbro            | Día de lanzamiento       | Defensivo   | largo alcance  | Al alcanzar el nivel 3 de entrenador Comprarlo en la tienda de licencias                                   | 6.000 moneas Æos o 345 gemas Æos  |
| Gengar             | Día de lanzamiento       | Ágil        | corto alcance  | Comprarlo en la tienda de licencias                                                                        | 10.000 moneas Æos o 575 gemas Æos |
| Mr. Mime           | Día de lanzamiento       | Auxiliar    | corto alcance  | Comprarlo en la tienda de licencias                                                                        | 8.000 moneas Æos o 460 gemas Æos  |
| Snorlax            | Día de lanzamiento       | Defensivo   | corto alcance  | Elegirlo como inicial Comprarlo en la tienda de licencias                                                  | 6.000 moneas Æos o 345 gemas Æos  |
| Absol              | Día de lanzamiento       | Ágil        | corto alcance  | Comprarlo en la tienda de licencias                                                                        | 10.000 moneas Æos o 575 gemas Æos |
| Garchomp           | Día de lanzamiento       | Equilibrado |                | Comprarlo en la tienda de licencias                                                                        | 10.000 moneas Æos o 575 gemas Æos |
| Lucario            | Día de lanzamiento       | Equilibrado | corto alcance  | Comprarlo en la tienda de licencias                                                                        | 10.000 moneas Æos o 575 gemas Æos |
| Crustle            | Día de lanzamiento       | Defensivo   | corto alcance  | Evento propio gratuito durante el primer mes al crear tu cuenta Comprarlo en la tienda de licencias        | 8.000 moneas Æos o 460 gemas Æos  |
| Greninja           | Día de lanzamiento       | Ofensivo    | largo alcance  | Iniciar sesión en los primeros 14 días consecutivos al crear tu cuenta Comprarlo en la tienda de licencias | 10.000 moneas Æos o 575 gemas Æos |
| Talonflame         | Día de lanzamiento       | Ágil        | corto alcance  | Elegirlo como inicial Comprarlo en la tienda de licencias                                                  | 6.000 moneas Æos o 345 gemas Æos  |
| Zeraora            | Día de lanzamiento       | Ágil        | corto alcance  | Recompensa por el primer mes de lanzamiento del juego Evento propio                                        | No obtenible en la tienda         |
| Cinderace          | Día de lanzamiento       | Ofensivo    | largo alcance  | Iniciar sesión en los primeros 8 días consecutivos al crear tu cuenta Comprarlo en la tienda de licencias  | 8.000 moneas Æos o 460 gemas Æos  |
| Eldegoss           | Día de lanzamiento       | Auxiliar    | largo alcance  | Elegirlo como inicial Comprarlo en la tienda de licencias                                                  | 6.000 moneas Æos o 345 gemas Æos  |
| Cramorant          | Día de lanzamiento       | Ofensivo    | largo alcance  | Comprarlo en la tienda de licencias                                                                        | 8.000 moneas Æos o 460 gemas Æos  |
| Gardevoir          | 28 de julio de 2021      | Ofensivo    | largo alcance  | Comprarlo en la tienda de licencias                                                                        | 8.000 moneas Æos o 460 gemas Æos  |
| Blissey            | 18 de agosto de 2021     | Auxiliar    | corto alcance  | Comprarlo en la tienda de licencias                                                                        | 8.000 moneas Æos o 460 gemas Æos  |
| Blastoise          | 1 de septiembre de 2021  | Defensivo   | largo alcance  | Comprarlo en la tienda de licencias                                                                        | 8.000 moneas Æos o 460 gemas Æos  |
| Mamoswine          | 29 de septiembre de 2021 | Defensivo   | corto alcance  | Comprarlo en la tienda de licencias                                                                        | 8.000 moneas Æos o 460 gemas Æos  |
| Sylveon            | 5 de octubre de 2021     | Ofensivo    | largo alcance  | Comprarlo en la tienda de licencias                                                                        | 10.000 moneas Æos o 575 gemas Æos |
| Greedent           | 20 de octubre de 2021    | Defensivo   | corto alcance  | Por medio del evento de Halloween Comprarlo en la tienda de licencias                                      | 8.000 moneas Æos o 460 gemas Æos  |
| Decidueye          | 19 de noviembre de 2021  | Ofensivo    |                | Comprarlo en la tienda de licencias                                                                        | 10.000 moneas Æos o 575 gemas Æos |
| Tsareena           | 9 de diciembre de 2021   | Equilibrado | corto alcance  | Regalo temporalmente Comprarlo en la tienda de licencias                                                   | 10.000 moneas Æos o 575 gemas Æos |
| Dragonite          | 20 de diciembre de 2021  | Equilibrado | corto alcance  | Comprarlo en la tienda de licencias                                                                        | 10.000 moneas Æos o 575 gemas Æos |
| Trevenant          | 20 de enero de 2022      | Defensivo   | corto alcance  | Comprarlo en la tienda de licencias                                                                        | 10.000 moneas Æos o 575 gemas Æos |
| Aegislash          | 10 de febrero de 2022    | Equilibrado | corto alcance  | Comprarlo en la tienda de licencias                                                                        | 10.000 moneas Æos o 575 gemas Æos |
| Hoopa              | 25 de febrero de 2022    | Auxiliar    | largo alcance  | Evento propio temporal (gratuito) Comprarlo en la tienda de licencias                                      | 10.000 moneas Æos o 575 gemas Æos |
| Duraludon          | 14 de marzo de 2022      | Ofensivo    | largo alcance  | Comprarlo en la tienda de licencias                                                                        | 10.000 moneas Æos o 575 gemas Æos |
| Azumarill          | 8 de abril de 2022       | Equilibrado | corto alcance  | Comprarlo en la tienda de licencias                                                                        | 10.000 moneas Æos o 575 gemas Æos |
| Espeon             | 16 de mayo de 2022       | Ofensivo    | largo alcance  | Evento propio temporal (gratuito) Comprarlo en la tienda de licencias                                      | 10.000 moneas Æos o 575 gemas Æos |
| Delphox            | 8 de junio de 2022       | Ofensivo    | largo alcance  | Comprarlo en la tienda de licencias                                                                        | 10.000 moneas Æos o 575 gemas Æos |
| Glaceon            | 21 de julio de 2022      | Ofensivo    | largo alcance  | Evento propio temporal (gratuito) Comprarlo en la tienda de licencias                                      | 12.000 moneas Æos o 575 gemas Æos |
| Buzzwole           | 4 de agosto de 2022      | Equilibrado | corto alcance  | Comprarlo en la tienda de licencias                                                                        | 12.000 moneas Æos o 575 gemas Æos |
| Tyranitar          | 15 de agosto de 2022     | Equilibrado | corto alcance  | Comprarlo en la tienda de licencias                                                                        | 14.000 moneas Æos o 575 gemas Æos |
| Mew                | 2 de septiembre de 2022  | Ofensivo    | largo alcance  | Comprarlo en la tienda de licencias                                                                        | 15.000 moneas Æos o 575 gemas Æos |
| Dodrio             | 15 de septiembre de 2022 | Ágil        | corto alcance  | Comprarlo en la tienda de licencias                                                                        | 14.000 moneas Æos o 575 gemas Æos |
| Scizor             | 28 de septiembre de 2022 | Equilibrado | corto alcance  | Comprarlo en la tienda de licencias                                                                        | 14.000 moneas Æos o 575 gemas Æos |
| Clefable           | 13 de octubre de 2022    | Auxiliar    | largo alcance  | Comprarlo en la tienda de licencias                                                                        | 12.000 moneas Æos o 575 gemas Æos |
| Zoroark            | 27 de octubre de 2022    | Ágil        | corto alcance  | Comprarlo en la tienda de licencias                                                                        | 14.000 moneas Æos o 575 gemas Æos |
| Sableye            | 14 de noviembre de 2022  | Auxiliar    | corto alcance  | Comprarlo en la tienda de licencias                                                                        | 12.000 moneas Æos o 575 gemas Æos |
| Urshifu            | 1 de diciembre de 2022   | Equilibrado | corto alcance  | Comprarlo en la tienda de licencias                                                                        | 12.000 moneas Æos o 575 gemas Æos |
| Dragapult          | 29 de diciembre de 2022  | Ofensivo    | largo alcance  | Comprarlo en la tienda de licencias                                                                        | 14.000 moneas Æos o 575 gemas Æos |
| Comfey             | 2 de febrero de 2023     | Auxiliar    | corto alcance  | Comprarlo en la tienda de licencias                                                                        | 12.000 moneas Æos o 575 gemas Æos |
| Zacian             | 27 de febrero de 2023    | Equilibrado | corto alcance  | Evento propio                                                                                              | 14.000 moneas Æos o 575 gemas Æos |
| Goodra             | 16 de marzo de 2023      | Defensivo   | corto alcance  | Comprarlo en la tienda de licencias                                                                        | 12.000 moneas Æos o 575 gemas Æos |
| Lapras             | 13 de abril de 2023      | Defensivo   | Largo alcance  | Comprarlo en la tienda de licencias                                                                        | 12.000 moneas Æos o 575 gemas Æos |
| Psyduck            | 14 de noviembre de 2024  | Auxiliar    | Largo alcance  | Comprarlo en la tienda de licencias                                                                        | 12.000 moneas Æos o 790 gemas Æos |

Pokémon Unite recibió críticas «mixtas o promedio», según el agregador de reseñas Metacritic, con una puntuación agregada de 70/100 para la versión de Nintendo Switch, basado en 31 reseñas. IGN le dio al juego un 6/10, criticando algunas microtransacciones. En respuesta a las discusiones sobre el juego en las redes sociales entre los fanáticos, The Pokémon Company, a través de la cuenta oficial de Twitter de Pokémon Unite, promovió una encuesta para obtener comentarios de los fanáticos para mejorar el juego.
Para el 16 de septiembre de 2021, el juego se había descargado más de 9 millones de veces en Switch, con más de 7,5 millones de prerregistros móviles antes del lanzamiento móvil del 22 de septiembre. El 1 de octubre, la empresa de investigación Sensor Tower informó que Unite se había descargado 30 millones de veces para dispositivos móviles, mientras que The Pokémon Company confirmó que el juego se había descargado más de 25 millones de veces en todas las plataformas el 4 de octubre.